# Eleições locais no Japão (2007)
As eleições locais de 2007 no Japão realizam-se em duas fases, a primeira no dia 8 de Abril de 2007, juntamente com as eleições regionais no Japão, e a segunda no dia 22 de Abril de 2007.

## 8 de Abril
Na Primeira Fase votou-se para a presidência da Câmara de quatro das principais cidades, Sapporo, Shizuoka, Hamamatsu e Hiroshima, as quais têm autoridade semelhante às das Perfeituras.
| Cidade    | Presidente        | Partidos de Apoio                                                      |
| --------- | ----------------- | ---------------------------------------------------------------------- |
| Hamamatsu | Yasuyuki Kitawaki | Partido Liberal Democrático (LDP)                                      |
| Hiroshima | Tadatoshi Akiba   | Partido Democrático do Japão (DPJ) e outros partidos da oposição       |
| Sapporo   | Fumio Ueda        | Partido Liberal Democrático (LDP) e Partido Democrático do Japão (DPJ) |
| Shizuoka  | Zenkichi Kojima   | Partido Liberal Democrático (LDP)                                      |

O Partido Democrático Liberal (LDP), teve bons resultados nesta Primeira Fase das eleições, vistas como prenúncio para as Eleições para a Câmara Alta, que se realizarão em Julho de 2007.
Nesta fase também foram disputados os lugares para as assembleias municipais de 15 cidades principais:
- Sapporo
- Sendai
- Saitama
- Chiba
- Yokohama
- Kawasaki
- Niigata
- Nagoya
- Kyoto
- Osaka
- Kobe
- Hiroshima
- Fukuoka
- Hamamatsu, (Perfeitura de Hamamatsu)
- Sakai, (Perfeitura de Osaka)

## 22 de Abril
Na Segunda Fase (e última) foram escolhidos os Presidentes das Câmaras Municipais  e membros de Assembléias Locais em 77 cidades, 96 povoados e 13 bairros de Tóquio.
Um dos resultados mais esperados referia-se à câmara municipal de Nagasaki (sudoeste), onde o ex-funcionário Tomihisa Taue conquistou o lugar a Makoto Yokoo, genro do presidente da câmara Itcho Ito, assassinado uma semana antes pela máfia japonesa, a "Yakusa".
Presidentes de Câmara eleitos:
| Partido                        | nome em japonês | eleitos |
| ------------------------------ | --------------- | ------- |
| Liberal Democrático/Novo Komei | Jimin/Koomei    | 21      |
| Democrático                    | Minshu          | 2       |
| Coalizão                       | Ainori          | 18      |
| Comunistas                     | Kyoosan-kei     | 1       |
| Independentes                  | Suisen          | 53      |
| Outros                         | sono-ta         | 1       |
| TOTAL                          |                 | 96      |

Representantes para Assembléias Municipais
| Partido             | nome em japonês | eleitos |
| ------------------- | --------------- | ------- |
| Liberal Democrático | Jimin           | 586     |
| Democrático         | Minshu          | 370     |
| Novo Komei          | Koomei          | 961     |
| Comunista           | Kyoosan         | 763     |
| Socialista          | Shamin          | 143     |
| Novo Popular        | Kokumin-shin    | 1       |
| Várias facções      | Shoha           | 80      |
| Independente        | Mushozoku       | 5.046   |
| TOTAL               |                 | 7.949   |